# Radatice
Radatice ist eine Gemeinde im Osten der Slowakei mit 784 Einwohnern (Stand 31. Dezember 2024) im Okres Prešov, einem Teil des Prešovský kraj, und wird zur traditionellen Landschaft Šariš gezählt.

## Geographie

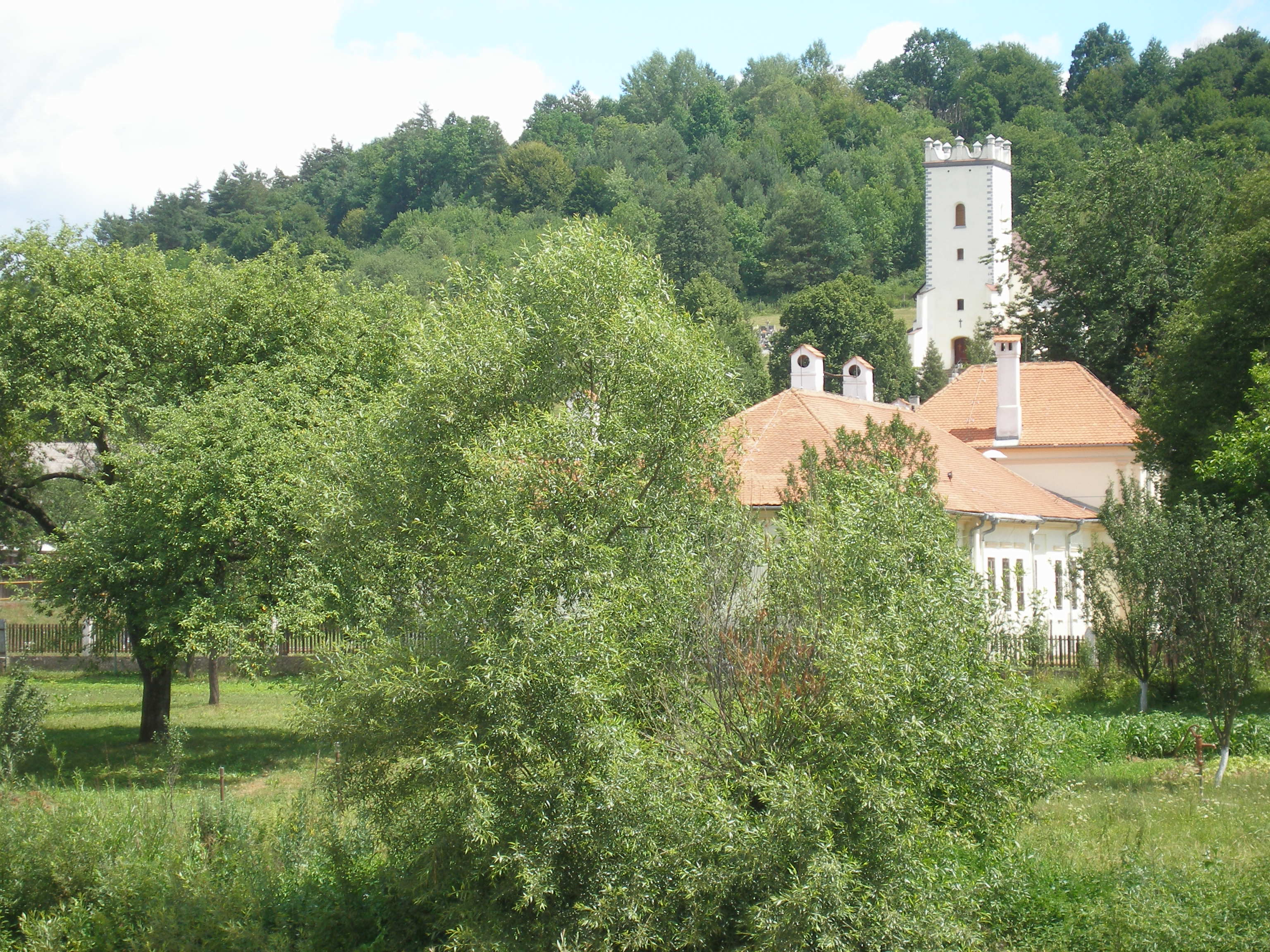
Martinskirche in Radačov

Die Gemeinde befindet sich am Südrand des Berglands Šarišská vrchovina im Tal der Svinka an beiden Ufern. Das Ortszentrum liegt auf einer Höhe von 295 m n.m. und ist 14 Kilometer von Prešov entfernt.
Nachbargemeinden sind Prešov im Norden, Kendice im Osten, Drienovská Nová Ves und Ličartovce im Südosten, Ľubovec (Ortsteile Ľubovec und Ruské Pekľany) im Süden, Suchá Dolina im Westen sowie Janov und Bzenov im Nordwesten.

## Geschichte

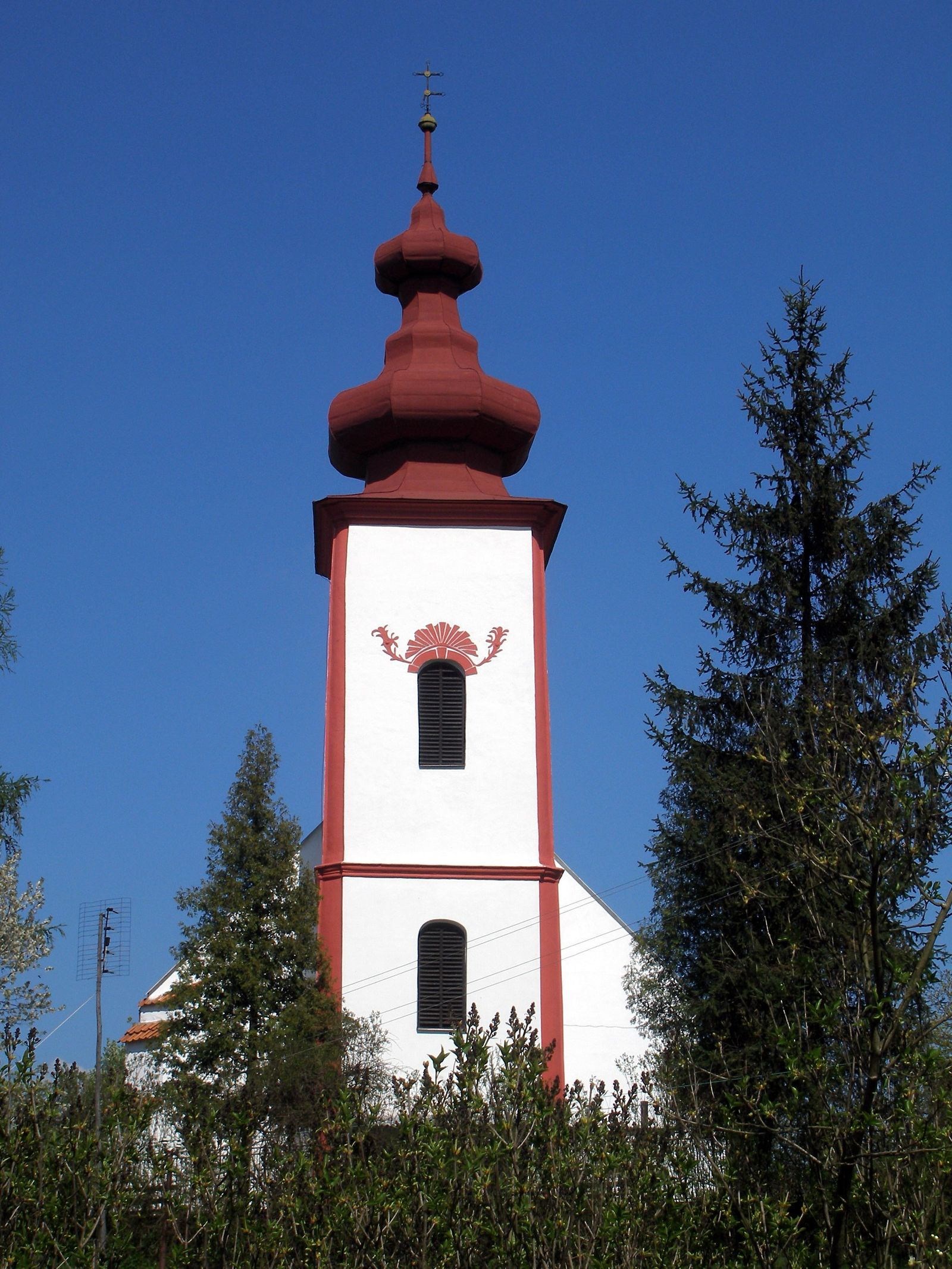
Emmerichkirche in Meretice

Die heutige Gemeinde entstand 1964 durch Zusammenschluss der bisher selbstständigen Orte Meretice (bis 1927 slowakisch auch „Merečice“; ungarisch Sárosszentimre – bis 1895 Szentimre) und Radačov (bis 1927 slowakisch auch „Radačovce“; ungarisch Radács), die bis heute jeweils eine Katastralgemeinde bilden.
Meretice wurde zum ersten Mal 1332 als Sanctus Emericus beziehungsweise Scenthemrych schriftlich erwähnt und war damals ein entwickelter Ort im Herrschaftsgebiet der Familie Aba. 1427 wurden nach einem Steuerverzeichnis 25 Porta verzeichnet. 1600 gab es acht Untertanen-Häuser, eine evangelische Kirche, eine Mühle und eine Pfarrei. 1828 zählte man 43 Häuser und 334 Einwohner.
Radačov wurde zum ersten Mal 1261 als Radach schriftlich erwähnt und war Besitz des örtlichen Landadels, später unter anderem der Propstei von Leles. 1427 wurden nach einem Steuerverzeichnis 20 Porta verzeichnet. 1600 gab es 40 Untertanen-Häuser, eine evangelische Kirche, eine Mühle, eine Pfarrei und eine Schule. 1828 zählte man 62 Häuser und 470 Einwohner.
Bis 1918/1919 gehörten die im Komitat Sáros liegenden Orte zum Königreich Ungarn und danach zur Tschechoslowakei beziehungsweise heute Slowakei. Am 28. Dezember 1944 havarierte ein beschädigter britischer Bomber Typ Handley Page Halifax Mk V beim damals selbstständigen Ort Meretice, wobei die ganze Besatzung von acht Mann aus der 301. Jagdstaffel der RAF ums Leben kam.

## Bevölkerung
| Jahr                | 1994 | 2004    | 2014    | 2024    |
| ------------------- | ---- | ------- | ------- | ------- |
| Anzahl der Personen | 785  | 742     | 783     | 784     |
| Unterschied         |      | −5,47 % | +5,52 % | +0,12 % |

| Jahr                | 2023 | 2024    |
| ------------------- | ---- | ------- |
| Anzahl der Personen | 781  | 784     |
| Unterschied         |      | +0,38 % |

Nach der Volkszählung 2011 wohnten in Radatice 743 Einwohner, davon 716 Slowaken, zwei Mährer und ein Russe. 24 Einwohner machten keine Angabe zur Ethnie.
676 Einwohner bekannten sich zur römisch-katholischen Kirche, 15 Einwohner zur griechisch-katholischen Kirche, sieben Einwohner zur Evangelischen Kirche A. B., zwei Einwohner zur reformierten Kirche und ein Einwohner zur orthodoxen Kirche. 14 Einwohner waren konfessionslos und bei 28 Einwohnern wurde die Konfession nicht ermittelt.

## Bauwerke und Denkmäler

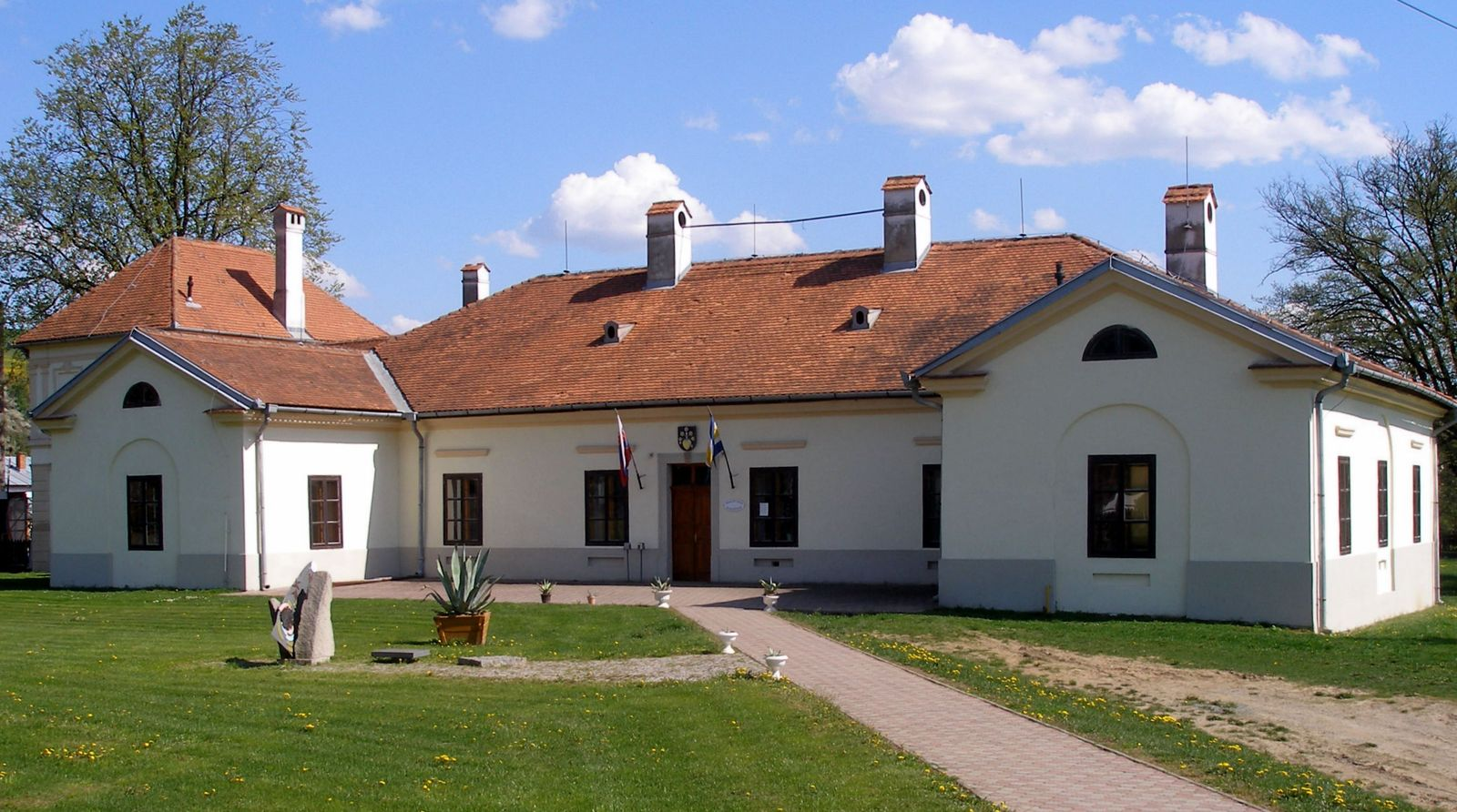
Landschloss

- römisch-katholische Emmerichkirche (Gemeindeteil Meretice), erbaut vor 1300 im frühgotischen Stil, nach 1715 barockisiert und 1773 um den Turm ergänzt
- römisch-katholische Martinskirche (Gemeindeteil Radačov) aus dem Jahr 1630
- Landschloss aus der ersten Hälfte des 19. Jahrhunderts